# Dave Hause
Dave Hause (Philadelphia, 12 maart 1978) is een Amerikaanse singer-songwriter die in meerdere punkbands uit Philadelphia en omstreken heeft gespeeld. Hij is voornamelijk bekend van zijn werk in The Loved Ones en The Falcon, maar maakt ook solo muziek.

## Carrière
Midden jaren 90 speelde Hause als gitarist in een punkband uit Philadelphia genaamd Step Ahead, een band die slechts een studioalbum liet uitgeven voordat deze uit elkaar viel. Na het uiteenvallen van de band vormde Hause samen met drummer Brendan Hill (die ook in Step Ahead had gespeeld) de band The Curse. The Curse, waarin Hause gitaar speelde en een paar zangpartijen voor zijn rekening nam, bestond slechts voor korte tijd. De band nam twee nummers op voor het compilatiealbum The Philadelphia Sound van Chunksaah Records en liet in 2003 een ep via Hell Bent Records uitgeven voordat de band hetzelfde jaar ook uit elkaar viel. Tijdens deze periode speelde Hause ook gitaar in Paint It Black.
In april 2004 richtte Hause samen met Michael "Spider" Cotterman (van Kid Dynamite) en drummer Mike Sneeringer (voorheen van Trial By Fire) The Loved Ones op. Al gauw na de oprichting van de band verliet Hause Paint It Black om zich volledig te kunnen focussen op The Loved Ones.
In 2009 trad Hause solo op samen met Chuck Ragan, Tim Barry, en Jim Ward tijdens Ragan's Revival Tour. Het eerste solomateriaal van Hause was een 7-inch single die in mei 2010 werd uitgegeven. Op 24 januari 2011 werd het debuutalbum Resolutions uitgegeven via  Paper + Plastick.
In september 2011 werd het debuutalbum door het Britse Xtra Mile Recordings uitgegeven in Europa waarop Hause naar aanleiding hiervan twee maanden lang door Europa toerde (The Revival Tour), samen met onder andere Chuck Ragan, Dan Andriano van Alkaline Trio, en Brian Fallon van The Gaslight Anthem.
In 2012 liet Hause een serie 7-inch singles uitgeven door verschillende platenlabels. Elke single bevat twee opnieuw opgenomen nummers van Resolutions en twee covers van nummers die eerder door het desbetreffende label zijn uitgegeven. De eerste single werd uitgegeven op Record Store Day en de laatste in oktober. De labels waarop de singles zijn uitgegeven zijn in chronologische volgorde SideOneDummy Records, Jade Tree Records, Bridge 9 Records, Chunksaah Records en Sabot Productions.

## Beknopte discografie

### Studioalbums
- Resolutions (Paper + Plastick, 2011)
- Devour (Rise Records, 2013)
- Bury Me in Philly (Rise Records, 2017)

### Met een band
| Jaar | Titel                | Label                | Met            |
| ---- | -------------------- | -------------------- | -------------- |
| 1998 | There's Always Hope! | Initforit Records    | Step Ahead     |
| 2002 | CVA                  | Jade Tree Records    | Paint It Black |
| 2003 | The Curse            | Hell Bent Records    | The Curse      |
| 2005 | The Loved Ones       | Jade Tree Records    | The Loved Ones |
| 2006 | Keep Your Heart      | Fat Wreck Chords     | The Loved Ones |
| 2008 | Build & Burn         | Fat Wreck Chords     | The Loved Ones |
| 2009 | Distractions         | Fat Wreck Chords     | The Loved Ones |
| 2016 | Gather Up the Chaps  | Red Scare Industries | The Falcon     |

- Gemeinsame Normdatei: 1135937095
- Library of Congress Control Number: n2016031071
- MusicBrainz: feb265ec-e510-4277-9451-914e3c6ceac5
- Virtual International Authority File: 5146634427841931771
- WorldCat: E39PBJjmVmcwDJ4PVFm6JV86Kd